# XI Sonata fortepianowa (KV 331)

Dwa pierwsze takty utworu

XI sonata fortepianowa A-dur (KV 331) – sonata na fortepian skomponowana przez Wolfganga Amadeusa Mozarta, opublikowana w 1784 w Wiedniu nakładem wydawnictwa Artaria.

## Budowa
Utwór składa się z trzech części:
1. Andante grazioso – w formie osiemnastotaktowego tematu w rytmie siciliany z sześcioma wariacjami[2]
2. Menuetto – menuet z triem w tonacji D-dur[2]
3. Alla turca – Allegretto – rondo z refrenem w tonacji a-moll, znanym jako Marsz turecki, będącym jednym z najpopularniejszych fragmentów w muzyce fortepianowej, inspirowanym muzyką janczarską[2]